# Liriomyza urticae
Liriomyza urticae este o specie de muște din genul Liriomyza, familia Agromyzidae. A fost descrisă pentru prima dată de Watt în anul 1924. Conform Catalogue of Life specia Liriomyza urticae nu are subspecii cunoscute.